# Сули хан
Сули хан је хан у Старој скопској чаршији у Скопљу у Северној Македонији. Хан је као своју задужбину подигао половином 15. века Иса-бег Исаковић.

## Етимологија
Назив хана потиче од турске речи сулу (тур. sulu) што значи воден. Разлог за називање овог хана воденим лежи у чињеници да је некада поред источне стране хана протицала река.

## О Сули хану
Укупна површина хана износи 2.101m². У периоду Османског царства је имао функцију класичног градског хана за смештај путника и трговаца са њиховим караванима. Током земљотреса у Скопљу 1963. године хан је био оштећен, али је до 1972. године у потпуности обновљен. Данас је у објекту Сули хана Факултет ликовних уметности у Скопљу и Музеј Старе скопске чаршије.